# Skodsborg Badesanatorium
Skodsborg Badesanatorium var ett sanatorium i Skodsborg vid Strandvejen mellan Köpenhamn och Helsingör. 

## Historik
Sanatoriet grundades 1898 av Sjundedagsadventisterna i Danmark på initiativ  av läkaren Carl Ottesen, som året dessförinnan hade köpt två byggnader i Skodsborg, vilka ursprungligen hade hört till Grevinnan Danners Palats. Först fanns det plats för 20 patienter, år 1963 hade detta ökat till 257. Huvudbyggnaden uppfördes 1907 och ritades av Anton Haunstrup (1862–1926). Samma år köptes också Villa Rex. Kolonnaden på huvudbyggnaden tillkom 1923. Sanatoriet omtalades som Den Hvide By och kallades också Persilleslottet på grund av den vegetariska mat som serverades där. På 1920-talet var Skodsborg Nordens största privatägda sjukhus och dess största kuranstalt. På Skodsborg fanns bland annat en skola och fram till 2009 också en fysioterapiskola.
Carl Ottosen hade fått idén till sanatoriet under sin studietid i USA. Där mötte han 1886 läkaren John Harvey Kellogg, vars behandlingsmetoder Carl Ottosen ville taga med till Danmark med Kelloggs Battle Creek Sanatorium som förebild. Således hade han några år tidigare startat "Frydenstrand Badesanatorium" vid Sjundedagsadventisternas folkhögskola i Frederikshavn, och han grundlade också Den Sanitære Fødevarefabrik med vegetariska matvaror, också 1898.
År 1992 räckte inte längre Sjundedagsadventisternas ekonomi till för att driva stället, varför anläggningen såldes till Augustinusfonden, som nu driver det som ett kurhotell.

## Bildgalleri

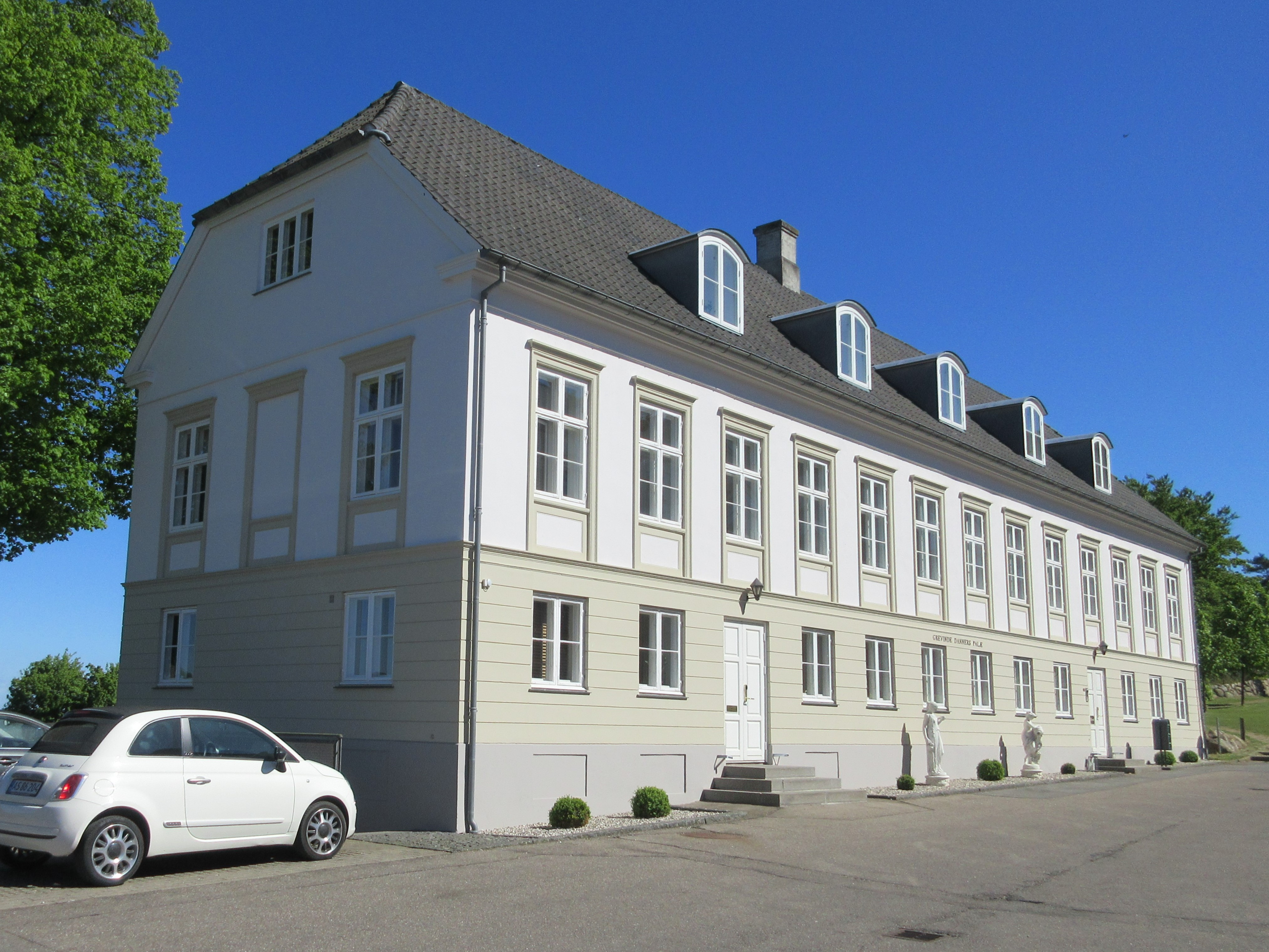
Grevinnan Danners palats
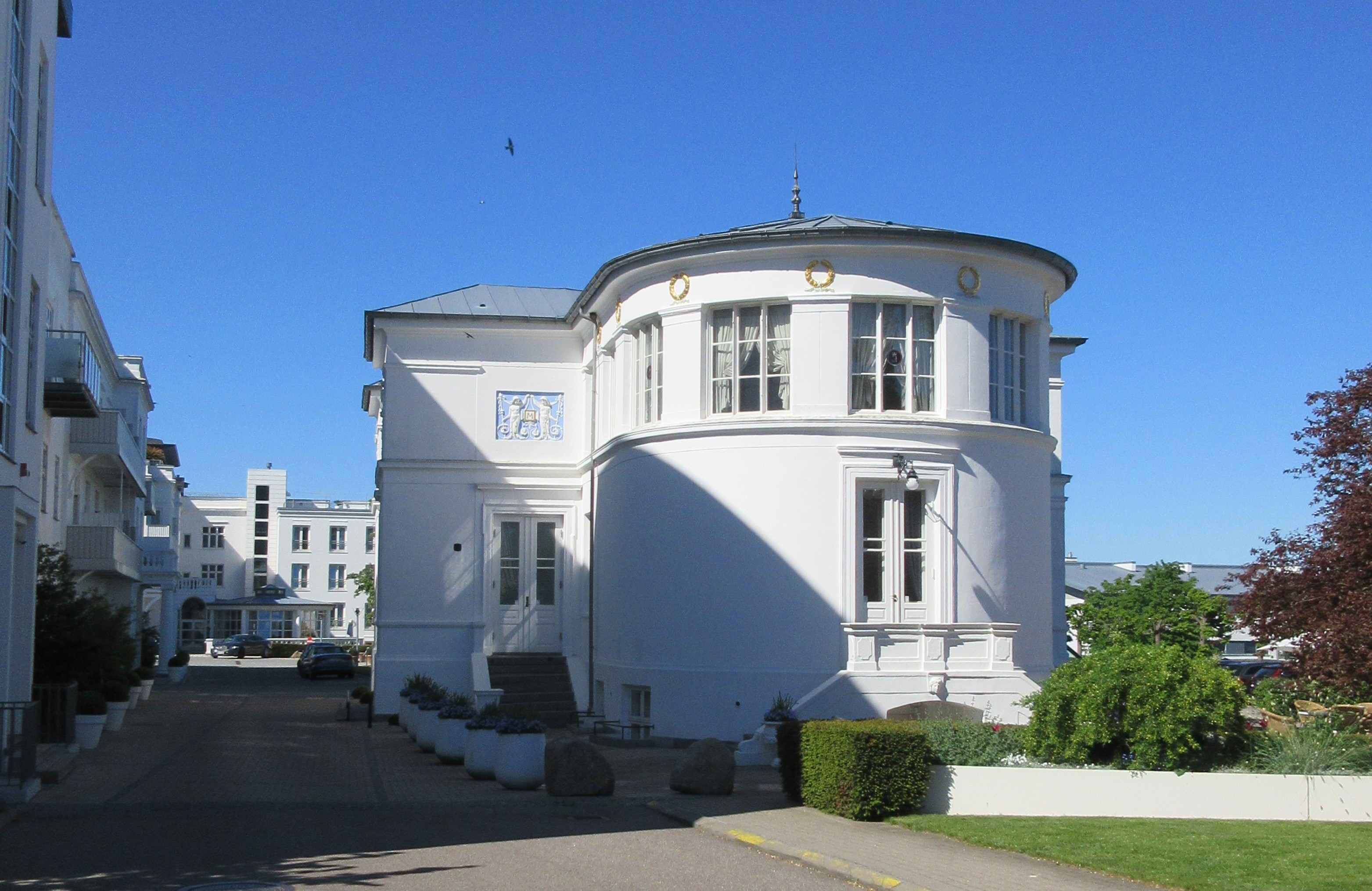
Villa Rex